# Bundeseinkehrstelle

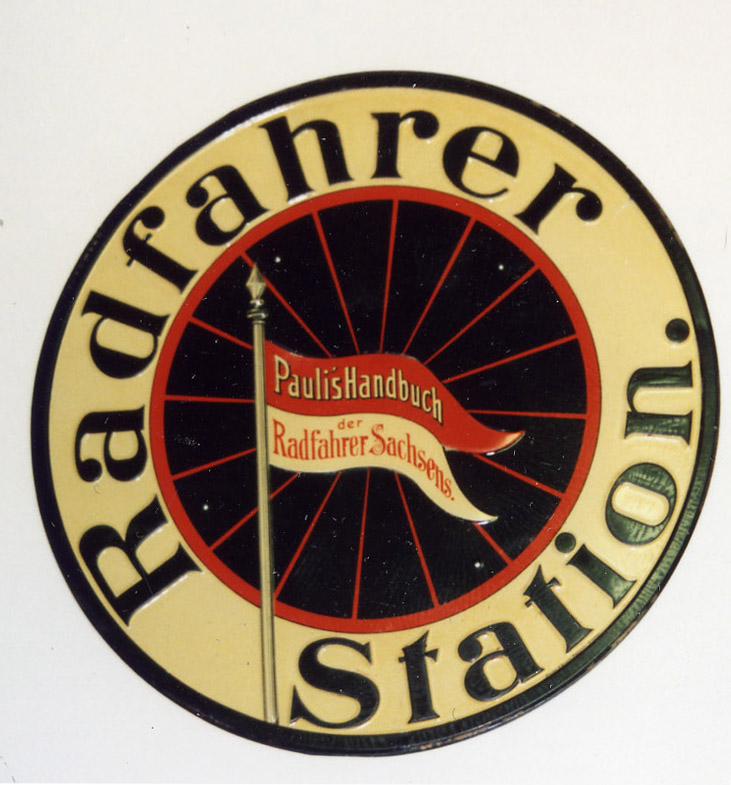
Werbeschild „Radfahrer Station.“

Bundeseinkehrstellen, auch Bundeshotel, Bundesgasthof oder Verkehrslokal, waren Dorfkrüge, Gasthäuser, Restaurants und Hotels, die von Radfahrerbünden ihren Mitgliedern bevorzugt empfohlen wurden. In der Blütezeit der regionalen Radfahrerbünde Ende des 19. und Anfang des 20. Jahrhunderts gehörten Rabatte für Radwanderer zu den Vorteilen, die die Radfahrerbünde Mitgliedern unter anderem boten. Die Gastwirte der Bundeseinkehrstellen profitierten ihrerseits von der Mitgliedschaft in einem Radfahrerbund durch zusätzliche Gäste.

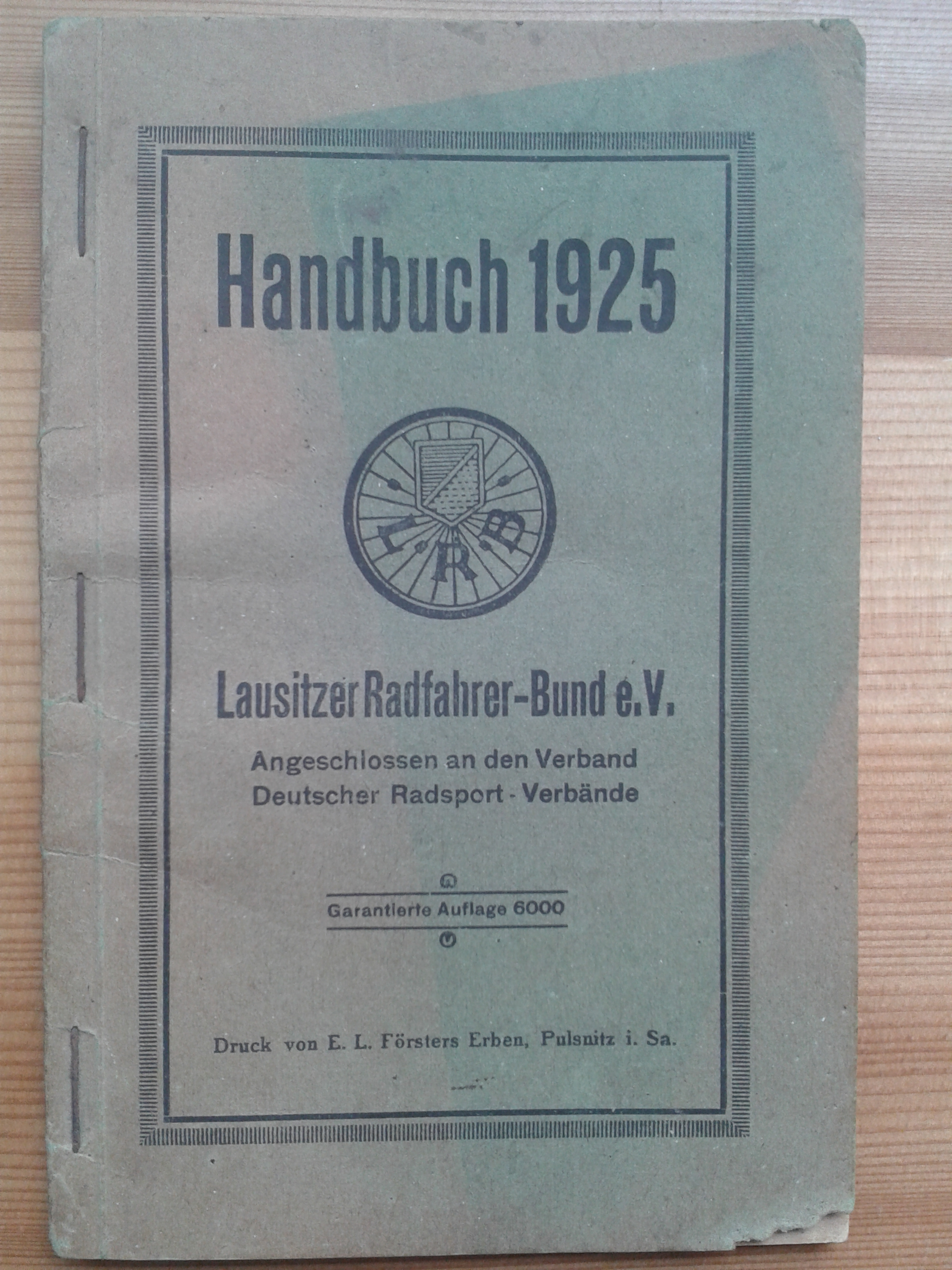
Handbuch 1925 – Lausitzer Radfahrer-Bund e. V., Bundeseinkehrstellen des LRB mit Kretschamen, die teils heute noch wirtschaften. S. 29–31.

Eine vollständige Liste der Bundeseinkehrstellen von 1925 ist vom Lausitzer Radfahrer-Bund überliefert. Bereits 1898 berichtet die Thorner Presse von der Errichtung neuer Bundeseinkehrstellen des Deutschen Radfahrer-Bundes. Im Handbuch für Mitglieder des Arbeiter-Radfahrerbundes „Solidarität“ wurden die Regeln und ein Mustervertrag für die Einrichtung neuer Bundes-Einkehrstellen gedruckt.
Das Schweizerische Sozialarchiv schreibt in den Archivfindmitteln: „Das Tourenfahren wurde durch eine Reihe von Dienstleistungen unterstützt (Unfallversicherung, Einkehrstellenverzeichnisse, Erledigen von Grenzformalitäten, Tourenvorschläge etc.).“ Vom Steiermärkischen Arbeiter-Radfahrerbund heißt es: „Bestimmte Gast- und Kaffeehäuser wurden als Einkehrstellen empfohlen – etwa das Lokal List in Mürzzuschlag –, im Reichsorgan wurden die Genossen explizit ersucht, nur in Klublokale einzukehren und ‚andere Lokale möglichst zu meiden‘.“

## Bundeshotels und Unionshotels
Die Bundeshotelfrage – bzgl. Anzahl und Qualität geeigneter Gasthäuser, geforderter Bundesmitgliedschaft der Bundeswirthe, gebotener Rabatte und Ausstattung (z. B. ein ordentlich verschließbarer Maschinenraum) – wurde bspw. in der Bundeszeitung Deutscher Radfahrer-Bund 1893 diskutiert.
- Dickkopfplatz in Elze: Deutsches Haus L. Temme, Weiterhin ist zwischen dem zweiten und dritten Erdgeschossfenster von rechts noch die Schrift Radfahrer Bundes Hotel so eben zu erkennen. Dieser Hinweis wurde vom Deutschen Radfahrer Bund (1884 bis 1919) an ausgewählte Hotels vergeben.[8]
- Harth-Pöllnitz / Großebersdorf: Hotel Adler
- Greifswald: Burmeister’s Hotel – Bundeshotel für Radfahrer[9]

Auf den ersten Seiten des 13. Bandes der Reihe Rad-Rundfahrten in Deutschland: Odenwald und Neckarthal heißt es: „Mit B (Bundeshotel) sind Gasthöfe bezeichnet, welche den Mitgliedern des Deutschen Radfahrer-Bundes, mit U (Unionshotel) solche, die den Mitgliedern der Allgemeinen Radfahrer-Union (Deutscher Tourenclub) besondere Vergünstigungen gewähren.“

## Bundeseinkehrstellen und Bundesgasthöfe
Die Liste der Bundeseinkehrstellen des Lausitzer Radfahrer-Bunds im Handbuch 1925 umfasst 111 Gaststätten. Weitere Beispiele:
- Verzeichnis der Ortsvertreter, Bundeshotels und Einkehrstellen im Gau 31.[11]
- Königreich Sachsen, 1899: Empfehlenswerte Gasthöfe u. Gastwirtschaften. (Nur Bundesgasthöfe und Bundesgastwirtschaften.)[12]
- Bundes-Gasthäuser des D.R.-B. in Mitteldeutschland: Magdeburg, Erfurt, Gotha, Plauen.[13]
- Großenhain: Börners Restaurant, Radeburger Straße 4, Verkehrslokal der organisierten Arbeiterschaft, Einkehrstelle des Arbeiter-Radfahrer-Bundes „Solidarität“, ca. 1911.[14]
- Machern: Gasthof zur Eisenbahn. Der Gasthof diente ab den 1890er Jahren lange Zeit dem Deutschen Radfahrer-Bund wie auch dem 1891 neugegründeten Sächsischen Radfahrer-Bund als Bundesgasthof.[15]
- Zwenkau: Gaststätte „Goldner Adler“[16]
- Ostseebad Misdroy. Bundes-Einkehrstelle! Genz Hotel u. Restaurant (Anzeige in: Norddeutsche Radsport-Zeitung)[17]
- Salzkammergut: B. W. = Bundeswirtshaus des Deutschen Radfahrer-Bundes[18]
- Auch der Süddeutsche Radfahrer-Bund hatte assoziierte Bundeseinkehrstellen.[19]
- Gau 29: 1898 wurden Bundeseinkehrstellen in Culm (Chełmno), Peplin, Skurz (Skórcz), Spengawsken (Szpęgawsk) errichtet.[20]

Stationen des Rad- und Motorradfahrer-Verbands „Concordia“ mit Sitz in Bamberg wurden nur mit Einkehrstelle bzw. Hilfsstation bezeichnet.

## Standquartiere
Als Standquartier wurden Unterkünfte bezeichnet, die als Ausgangspunkt mehrtägiger Aufenthalte, bspw. am Ort eines Bundestages, dienten. Beim 43. Bundesfest des BDR 1926 in Dresden inserierten Hotels in der Festzeitung als Standquartiere bestimmter BDR-Gaue.